# Rodolphus Agricola
Rodolphus Agricola, narozený jako Roelof Huysman (28. srpen 1443, Baflo u Groningen – 27. říjen 1485, Heidelberg), byl nizozemský filosof, renesanční humanista, který kladl zvláštní důraz na svobodu a všestranný rozvoj každého jednotlivce. Jeho myšlenky silně ovlivnily Erasma Rotterdamského.
Studoval v Groningenu, Erfurtu, Kolíně nad Rýnem a Lovani, kde nakonec absolvoval roku 1465. Žil v Paříži, kde se seznámil s teologem Wesselem a německým hebraistou Reuchlinem, a kolem roku 1473 odjel do Pavie a Ferrary. Roku 1477 vydal Petrarcův životopis. V roce 1484 přijal pozvání wormského biskupa Johanna von Dalberga přednášet klasickou literaturu v Heidelbergu. Jeho znalosti antické filosofie, zejména Aristotelovy, přitahovaly mnoho posluchačů.
V Heidelbergu začal se studiem hebrejštiny a přeložil Žalmy. Začal se také věnovat teologii. Zde i zemřel. Jeho nejvýznamnější dílo De inventione dialectica vyšlo tiskem roku 1515.